# Маргеріта Дзалаффі
Маргеріта Дзалаффі (італ. Margherita Zalaffi, нар. 7 квітня 1966, Сієна, Італія) — італійська фехтувальниця, олімпійська чемпіонка (1992 рік), дворазова срібна (1988 та 1996 роки) призерка Олімпійських ігор, чотириразова чемпіонка світу, чемпіонка Європи.

## Виступи на Олімпіадах
| Олімпіада         | Дисципліна           | Місце |
| ----------------- | -------------------- | ----- |
| Лос-Анджелес 1984 | індивідуальна рапіра | 15    |
| Лос-Анджелес 1984 | командна рапіра      | 4     |
| Сеул 1988         | індивідуальна рапіра | 9     |
| Сеул 1988         | командна рапіра      | 2     |
| Барселона 1992    | індивідуальна рапіра | 5     |
| Барселона 1992    | командна рапіра      | 1     |
| Атланта 1996      | індивідуальна шпага  | 4     |
| Атланта 1996      | командна шпага       | 2     |
| Сідней 2000       | індивідуальна шпага  | 7     |